# Nguyễn Tuấn Anh
Nguyễn Tuấn Anh (* 16. května 1995 Thai Binh) je vietnamský fotbalista.

## Klubová kariéra
S kariérou začal v Hoang Anh Gia Lai FC v roce 2015. Mimo Vietnam působil na klubové úrovni v Japonsku (Yokohama FC).

## Reprezentační kariéra
Nguyễn Tuấn Anh odehrál za vietnamský národní tým v letech 2016–2021 celkem 13 reprezentačních utkání.

## Statistiky
| Vietnam | Vietnam | Vietnam |
| Roky    | Záp.    | Góly    |
| ------- | ------- | ------- |
| 2016    | 6       | 1       |
| 2017    | 1       | 0       |
| 2018    | 0       | 0       |
| 2019    | 5       | 0       |
| 2020    | 0       | 0       |
| 2021    | 1       | 0       |
| Celkem  | 13      | 1       |